# Kerč
Kerč (ukrajinski: Керч, ruski: Керчь) je lučki grad u Autonomnoj republici Krim u Ukrajini (de jure) i Rusiji (de facto) od 145 265 stanovnika

## Geografske i klimatske karakteristike
Kerč leži na krajnjem istoku krimskog poluotoka, u malom zaljevu, na zapadnoj obali istoimenog tjesnaca, koji vodi u Azovsko more.

## Povijest
Na mjestu današnjeg grada nalazila se kolonija miletskih Grka - Pantikapaion (grčki: Παντικάπαιον), osnovana u 6. stoljeću pr. Kr. Grad je cvjetao kao trgovačko središte, a od 5. stoljeća pr. Kr. postao je i prijestolnica kimerskog Bosporskog Kraljevstva. O tim slavnim danima svjedoče, brojni arheološki nalazi od katakombi do grobnih humaka, od kojih je najimpresivniji kraljevski kurgan. Kasnije je postao dio Rimskog Carstva, poznat po svom (latinskom imenu Panticapaeum. 
Grad je trpio od brojnih barbarskih provala sve do 375. kad su ga totalno razorili Huni. Nakon što je za ranog srednjeg vijeka obnovljen, nad njim nakon Bizanta vladaju mongolski Tatari sve do - 1318., kad su ga ustupili Republici Genovi. Od tada je bio poznat kao Korčev (talijanski: Cerco ili Cerchio), iz tog je izvedeno današnje ime grada. Od 15. stoljeća gradom vladaju Osmanlije, sve do - 1774. kad su ga nakon Rusko-turskog rata prepustili Ruskom Carstvu.
Za ruske vlasti postao je luka za pretovar roba koje su kasnije prevožene u Azovsko more. Krajem 19. stoljeća, pored grada otkrivene su velika nalazišta željezne rude, koja je iskapana i prevožena u Donbaski bazen na daljnju preradu. Metalurški objekti podignuti - 1897., uništeni su tijekom Drugog svjetskog rata, kada je i sam grad teško oštećen. 

## Znamenitosti i kultura
Najveće znamenitost grada su arheološki ostatci antičkog Pantikapaiona na Mitridatovom brdu, kraljevski kurgan iz 4. stoljeća pr. Kr. i crkva iz 8. stoljeća.

## Gospodarstvo
Nakon rata podignuti su neki pogoni za proizvodnju lijevanog željeza i popravak brodova. Pored toga za ekonomiju grada značajno je ribarstvo i konzerviranje riba.